# توکای کوهی آمریکایی
توکای کوهی آمریکایی یا توکای کوهی (نام علمی: Turdus plebejus) توکای بزرگی است که در آمریکای مرکزی یافت می‌شود. در گذشته به عنوان سینه‌سرخ کوهی شناخته می‌شد. برخی از مقامات از آن به عنوان توکای کوهی آمریکایی یاد می‌کنند تا آن را از توکای حبشی (Turdus abyssinicus) متمایز کنند که در طبقه‌بندی خود به عنوان توکای کوهی آفریقایی شناخته می‌شود.